# Pasuta Wongwieng
Pasuta Wongwieng (ur. 26 sierpnia 1986) – tajska lekkoatletka specjalizująca się w skoku o tyczce.

## Osiągnięcia
- srebro halowych igrzysk azjatyckich (Bangkok 2005)
- brązowy medal halowych igrzysk azjatyckich (Makau 2007)

## Rekordy życiowe
- skok o tyczce - 3,60 (2005)
- skok o tyczce (hala) - 3,40 (2005)